# Motor Jaguar AJ6
El AJ6 (Advanced Jaguar de 6 cilindros), y el AJ16, eran motores de 6 cilindros en línea utilizados por Jaguar Cars durante los años 1980 y 1990. Fue diseñado para sustituir el XK6 de la misma firma, que se introdujo en 1984. 
El AJ6 fue el tercer motor diseñado por la empresa. El AJ16 fue reemplazado en 1996 por el AJ-V8.
Jaguar consideró la idea de «cortar por el medio» el motor V12 para crear el motor V6, o posiblemente un motor V8, pero en su lugar optaron por desarrollar un nuevo seis cilindros en línea. Los cilindros están inclinados como en el motor Chrysler Slant 6 a 22º grados. Utiliza un bloque de aluminio para reducir el peso y, opcionalmente, tiene DOHC para una mayor eficiencia y potencia.

## AJ6
El original AJ6 tenía culata DOHC y SOHC de 2919 a 3590 cm³ (2,9 a 3,6 litros). El de 3.6 L DOHC, fue ampliado a 3980 cm³ (4 litros) en 1990. Sin embargo, sigue siendo en esencia un «AJ6», ya que se ofrecía en el XJ-S antes de ser instalado en el XJ40 sedán.

### 3.6
El 3.6 fue el primer motor AJ6, que se presentó en 1983 en el XJS. Tenía 4 válvulas DOHC por cilindro, con pistones de un diámetro x carrera de 91 x 92 mm (3,58 x 3,62 pulgadas), con una potencia 221 HP (224 CV; 165 kW) y un par máximo de 240 lb·pie (325 N·m). La potencia se redujo a 201 HP (204 CV; 150 kW) para las versiones que tenían convertidor catalítico. Las primeras versiones del AJ6 3.6 L se usaron en los coches KJS de 1984-1987 con sistema de encendido electrónico de distribuidor convencional, con la electrónica dentro del cuerpo del distribuidor. Este primer sistema de ignición del AJ6 era muy parecido al usado en el motor XK en los autos XJ6 Serie III. El sistema de inyección de combustible Lucas de los AJ6 3.6L en los primeros autos XJS, censaban la carga motor usando un sensor Manifold Air Pressure (MAP, siglas en inglés de Presión de Aire del Múltiple de admisión), al igual que en los coches contemporáneos. Los AJ6 3.6 L posteriores usados en los coches XJ40 de 1986-1989, tenían el encendido un distribuidor simple que solamente contenía el rotor debajo de la tapa del distribuidor. El sistema de inyección de combustible utilizado en los últimos AJ6 3.6 L, utilizaban una masa de aire caliente para determinar la carga.

#### Aplicaciones
- 1984-1989 Jaguar XJS
- 1986-1989 Jaguar XJ
- 1986-1989 Jaguar XJ6 Sovereign
- 1986-1989 Daimler

### 2.9
El 2.9 utilizaba culatas SOHC del V12, aunque era propenso a fallas. El bloque es el mismo que el del 3.6. Solamente se utilizó en el Jaguar XJ6 entre 1984 y 1989. Se modificó el cigüeñal y los pistones para bajar el recorrido a 74,8 mm (2,94 pulgadas). Se utilizó inicialmente para el XJ6 de Gran Bretaña y Europa, pero rara vez o nunca se ha visto en los modelos exportados a los Estados Unidos. La versión SOHC, que en general se consideró falto de potencia para un coche tan grande, se suspendió en 1990 sustituyéndose por un 3.2 DOHC, siendo idéntico al 4.0 DOHC.
El 2.9 fue, en los primeros años, el XK de 2.8 litros redimensionado para adaptarse a la normativa fiscal de algunos países europeos, tales como Italia o Francia. En Francia, los automóviles con una cilindrada de más de 3 litros tenían que pagar un impuesto de lujo.

### 4.0 (1989-1994)
La versión de 3980 cm³ (4 L; 242,9 plg³) DOHC de 24 válvulas, sustituyó a la versión AJ6 3.6 L en 1989. Tenía una carrera larga de 102 mm (4,02 pulgadas), que generaba 235 HP (238 CV; 175 kW) de potencia y 392 N·m (289 lb·pie) de par máximo. Los motores utilizados entre 1990 y 1994 del XJ40, continuaron con el sistema de encendido con distribuidor simple, solamente con el rotor en el distribuidor y con el control de combustible de aire caliente de los coches XJ40 3,6L de 1988 a 1989.
TWR modificó el XJ40 y el resultado fue el XJR. Se creó la marca Jaguarsport, como una asociación entre TWR y Jaguar. El primer XJR fue el XJR 3.6 L con muchos cambios en la apariencia junto a una suspensión rígida, barra estabilizadora, una válvula de dirección asistida que reducía la eficiencia en un 40% y el diferencial de acoplamiento viscoso, pero no había mejoras en el desempeño. El interior tenía costuras especiales en el tapizado con las palabras "KJR" o "Jaguarsport" en relieve, reposacabezas delanteros y otros cambios.
En 1990 el XJR se mejoró con el motor de 4 litros.
Los XJR 4.0 L posteriores a 1990, tenían la mejoras y actualizaciones del 3.6 XJR, tales como: cámaras de alta elevación, colectores de admisión y escape mejorados, entre otras. Fueron enviados inmediatamente a TWR en Coventry después que se inició la producción.
El exterior se cambió nuevamente para la última generación del XJ40: el XJR MI-91+. Se rediseñó la carrocería y el alerón trasero fue eliminado. Se añadieron molduras laterales con pequeñas placas con la inscripción «KJR» incrustadas en los mismos. La tapa de balancines tenía una placa conmemorativa con la inscripción «Jaguarsport XJR» 4.0 L. La insignia «XJR» de la cajuela se redujo, ya que antes variaba de tamaño con XJR-3.6, XJR-4L, 4-liter y «XJR». Se instaló una parrilla con una única insignia "spor t". El interior incluso tenía una madera específica para el XJR.
Se construyeron un total de 208 733 XJ40 y, supuestamente, 500 Jaguar Sport, 200 de faros redondos y luego 300 de faros rectangulares como los de Sovereigns y Daimler Motor Company. Los XJR de 1990 tenían una potencia de aproximadamente 250 HP (253 CV; 186 kW) y 389 N·m (287 lb·pie) de par máximo.

### 3.2 (1990-1994)
El 3.2 DOHC de 24 válvulas, era el 3980 cm³ (4 litros) con una carrera más corta de 83 mm (3,27 pulgadas), que sustituyó al 2.9 SOHC de 12 válvulas en 1990. Producía 200 HP (203 CV; 149 kW) de potencia y 298 N·m (220 lb·pie) de par máximo y demostró ser un motor popular en Europa, ya que las ventas superaron las del 3980 cm³ (4 litros) sedán en aproximadamente 4 a 1, pero no fue exportado a Norteamérica.
Tras el lanzamiento del Aston Martin DB7, un coche basado en el Jaguar con la plataforma del XJ-S y que fue descartado en favor del XK8 sobre la plataforma X300, tenga en cuenta la tradicional salpicadera de seis caras de Jaguar, por lo que fue utilizado por Aston Martin. Esta versión incluyó un sobrealimentador Eaton.
Modelos que usan el 4.0 y 3.2: 
- Jaguar XJS (solo el 4.0)
- Aston Martin DB7 (modificado, sobrealimentado de 3.2 L)
- Jaguar XJ6
- Jaguar XJ6 Sovereign
- Jaguar XJR (solamente el 4.0)
- Daimler Six

## AJ16
Tanto el 3.2 como el 4.0 fueron modificados en 1995 para el lanzamiento del nuevo sedán X300, que eran los "AJ16". Se suspendió con el lanzamiento del modelo AJ-V8 en el XK8 y XJ8 en 1996 y 1997. Incluso en 2007, se estaba volviendo difícil encontrar refacciones, tales como válvulas y pistones para los AJ16.

### 4.0 / 3.2 (1994-1997)
Para el lanzamiento del nuevo sedán X300 se hicieron cambios sustanciales en los motores AJ6 de 3.2 y 4.0 litros. A estos motores se les llamó AJ16 para reflejar las diferencias con el AJ6 original.

### AJ16 S
Las versiones sobrealimentadas de 3980 cm³ (4 litros) del AJ16, se presentaron en 1994 en el Jaguar XJR utilizando un compresor Eaton para aumentar la potencia a 322 HP (326 CV; 240 kW) y 377 N·m (278 lb·pie).[cita requerida]